# Birsk
Birsk (russisch Бирск, baschkirisch Бөрө/Börö) ist eine Stadt in der Republik Baschkortostan (Russland) mit 41.635 Einwohnern (Stand 14. Oktober 2010).

## Geographie
Die Stadt liegt im südlichen Uralvorland, etwa 100 km nördlich der Republikhauptstadt Ufa an der Belaja, einem linken Nebenfluss der Kama.
Birsk ist Verwaltungszentrum des gleichnamigen Rajons.

## Geschichte
Birsk wurde 1663 als befestigte Siedlung an Stelle des früher existierenden, aber zerstörten Dorfes Alexandrowskoje errichtet. 1774 wurde sie von Aufständischen unter Salawat Julajew eingenommen und niedergebrannt, später aber wieder aufgebaut. Der Ort entwickelte sich zu einem kulturellen und Handelszentrum des nordöstlichen Baschkirien und wurde 1781 als Verwaltungszentrum eines Kreises (Ujesds) zur Stadt erhoben.

### Bevölkerungsentwicklung
| Jahr | Einwohner |
| ---- | --------- |
| 1897 | 8.603     |
| 1926 | 11.200    |
| 1939 | 18.825    |
| 1959 | 24.837    |
| 1979 | 30.234    |
| 1989 | 34.881    |
| 2002 | 39.992    |
| 2010 | 41.635    |

Anmerkung: Volkszählungsdaten (1926 gerundet)

## Söhne und Töchter der Stadt
- Konstantin Slobin (1902–1973), Theater- und Filmschauspieler
- Danil Lyssenko (* 1997), Hochspringer